# Ciukovo, Kărdjali
Ciukovo (în bulgară Чуково) este un sat în comuna Momcilgrad, regiunea Kărdjali,  Bulgaria. 

## Demografie
Componența etnică a satului Ciukovo
     Turci (93,19%)
     Nicio identificare (6,8%)
     Altele (0%)
La recensământul din 2011, populația satului Ciukovo era de 191 locuitori. Din punct de vedere etnic, majoritatea locuitorilor (93,19%) erau turci. Pentru 6,8% din locuitori nu este cunoscută apartenența etnică.